# Minas de San Telmo

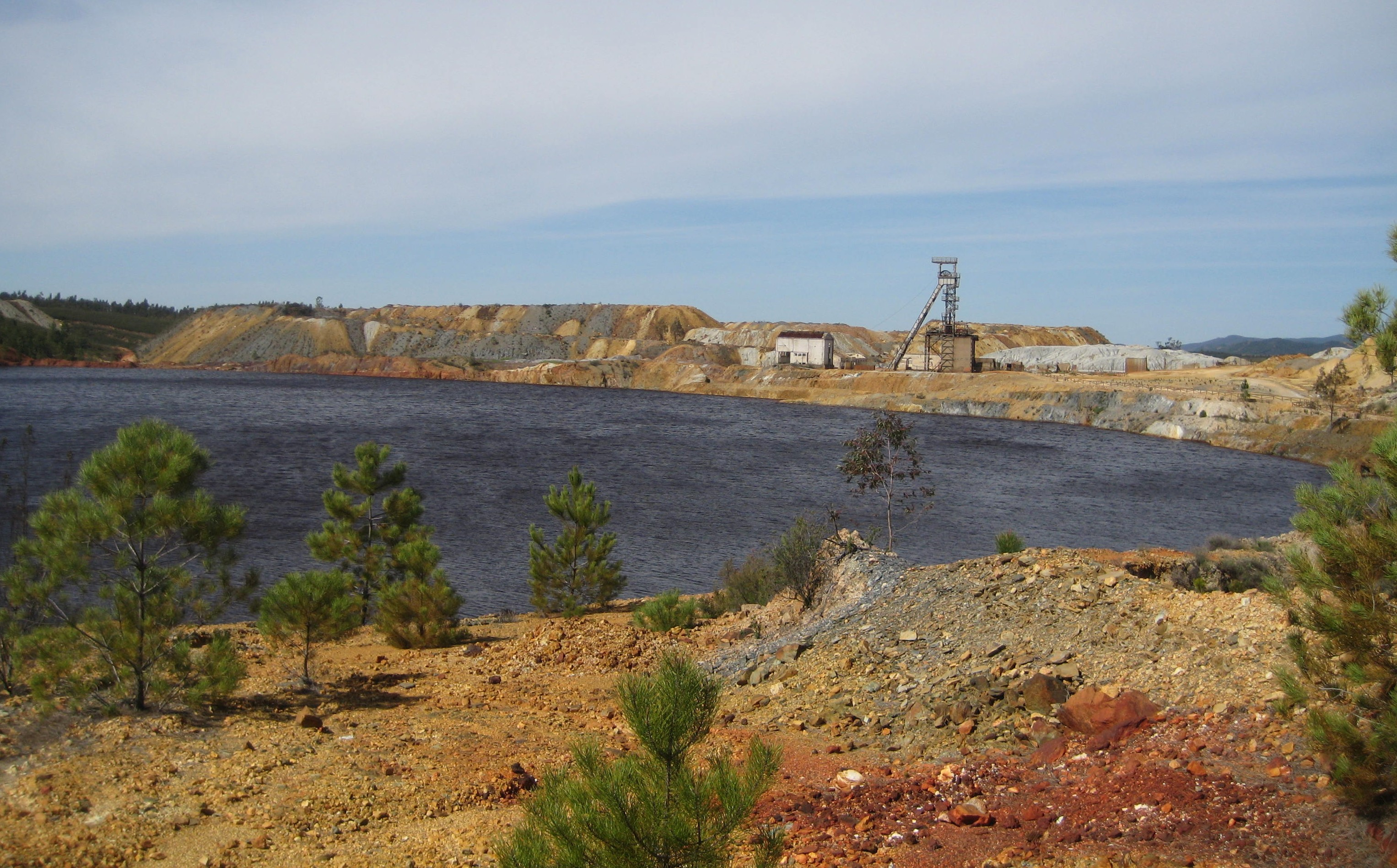
Vista de la Corta Santa Bárbara, en las minas de San Telmo (2010).

Las minas de San Telmo son un yacimiento minero situado en el municipio español de Cortegana, en la provincia de Huelva, comunidad autónoma de Andalucía. Pertenece a la denominada faja pirítica ibérica, una vasta concentración de sulfuros masivos que se extiende por el Suroeste peninsular, llegando a poseer las reservas de San Telmo una de las piritas de mayor ley de toda esta zona. Aunque explotadas inicialmente durante la Antigüedad, las minas tuvieron su principal actividad entre la segunda mitad del siglo XIX y finales del siglo XX. 
En la actualidad el complejo minero encuentra inactivo.

## Historia
De forma similar a lo ocurrido en otros núcleos de la Faja pirítica ibérica, hay constancia material de que las minas de San Telmo ya fueron explotadas durante la Edad Antigua, principalmente por los romanos. Los estudios contemporáneos de los escoriales romanos de la zona han indicado que la plata fue el metal de mayor producción durante este período.

### Edad Contemporánea
A mediados del siglo XIX estos yacimientos fueron reactivados y comenzaron a ser explotados de forma sistemática, encontrándose San Telmo entre las minas más importantes de entonces. El ingeniero francés Ernest Deligny, que visitó la zona en 1853, fue uno de los primeros que puso en marcha los trabajos de extracción. Durante las siguientes décadas los yacimientos pasaron por manos británicas y españolas. En 1868 la familia Ybarra se hizo con el control de las minas y las puso a cargo de la Sociedad Anónima Minera La Hispalense, que las arrendaría entre 1882 y 1892 a la The Bede Metal Company.  Las explotaciones mineras a cielo abierto se iniciaron en 1877, inicialmente en las masas de San Germán y Cruzadillo, y ya a comienzos del siglo XX en la masa de Santa Bárbara. Con el paso de los años la introducción de nuevas tecnologías para la extracción o la construcción de un ferrocarril propio supusieron un avance considerable en la explotación de los yacimientos. 

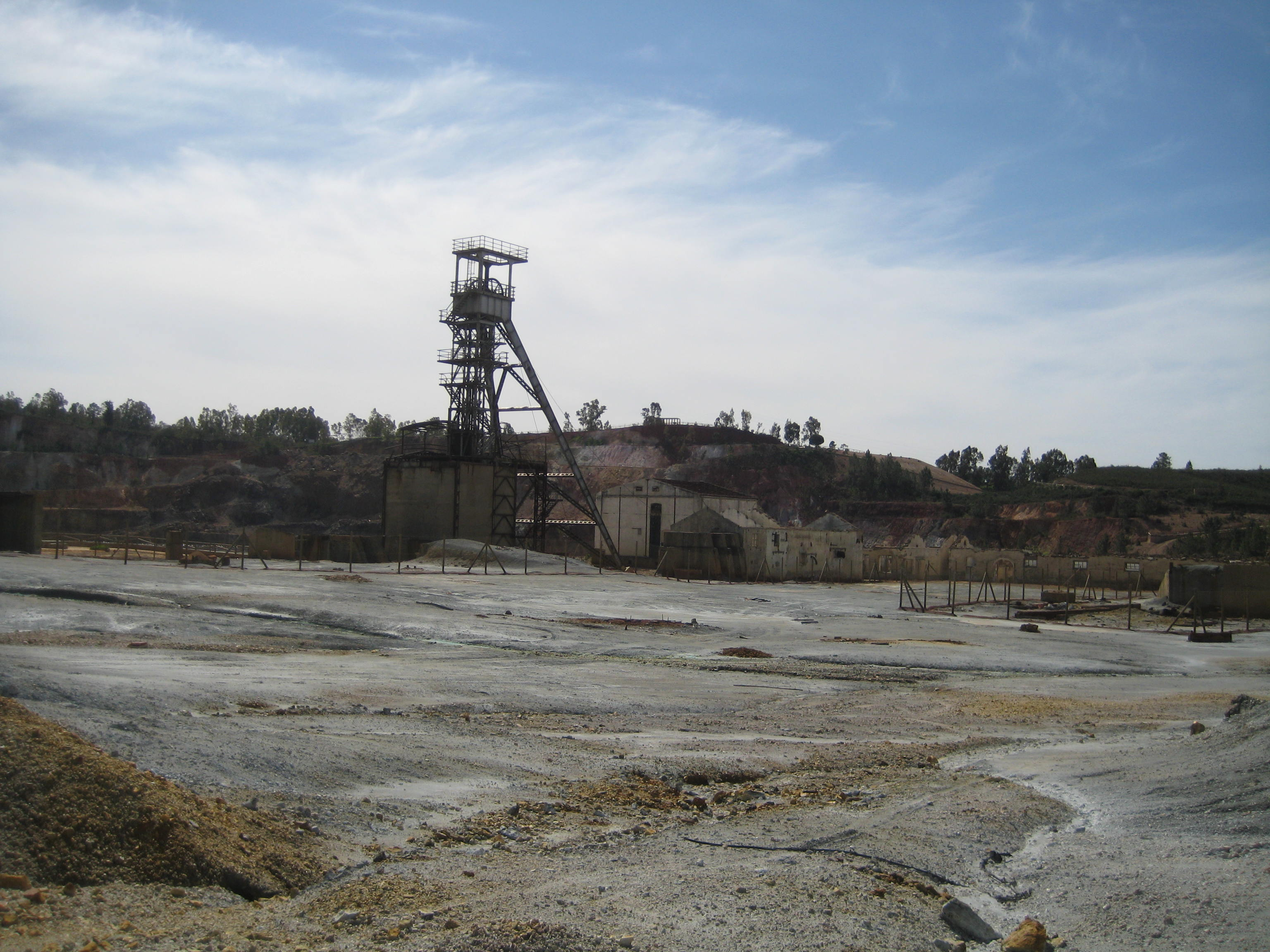
Vista del Pozo Alfonso, en 2010.

En torno a las instalaciones mineras se fue articulando un poblado minero de cierta entidad, San Telmo, que disponía de viviendas, un economato minero, una iglesia, un campo de fútbol, etc. Una parte importante de los trabajadores también procedía de las cercanas poblaciones de Cortegana y El Cerro de Andévalo. La explotación de San Telmo fue abandonada en 1920 debido al bajo precio del cobre en el mercado internacional, por lo que las minas quedaron sin actividad.
Su riqueza en piritas ferrocobrizas, con escasa presencia en el mercado desde 1930, constituía un elemento atractivo de cara a la compra de las minas. En la década de 1940 la compañía española San Telmo Ibérica Minera se hizo con el control de los yacimientos, que fueron reactivados en 1948. Años después, en 1954, se instaló un malacate junto a la explotación a cielo abierto. Bajo la empresa San Telmo Ibérica Minera la explotación vivió una etapa muy productiva, exportando piritas a diversos clientes nacionales. A partir de la década de 1970 los trabajos se concentraron principalmente en la llamada Corta Santa Bárbara. Las minas mantuvieron su actividad hasta al menos 1986-1992, cuando cesó la explotación por los bajos precios del cobre. Las instalaciones quedaron abandonadas y sin actividad.

### Etapa reciente
En la actualidad se encuentra en estudio la posible reactivación de los yacimientos por parte de la sociedad «Tharsis Mining & Metallurgy».

## Ferrocarril
Llegó a levantarse un ferrocarril de vía estrecha que enlazaba las minas de San Telmo con la estación de Valdelamusa, de la línea Zafra-Huelva, a través de la cual los minerales podían llegar hasta el puerto de Huelva. A lo largo de su existencia llegó a contar con un parque motor formado por ocho locomotoras de vapor y cuatro locomotoras diésel, así como una dresina para labores de transporte. A la sección inicial construida en 1887 se añadieron con posterioridad varias prolongaciones, por lo que el ferrocarril también fue utilizado por otras explotaciones de la zona: El Carpio, Lomero-Poyatos, Confesionarios, etc. El trazado llegó a alcanzar una longitud de 12,820 kilómetros. Se mantuvo operativo hasta su clausura en 1973, debido a la creciente competencia del transporte por carretera. 